# تعشيقة

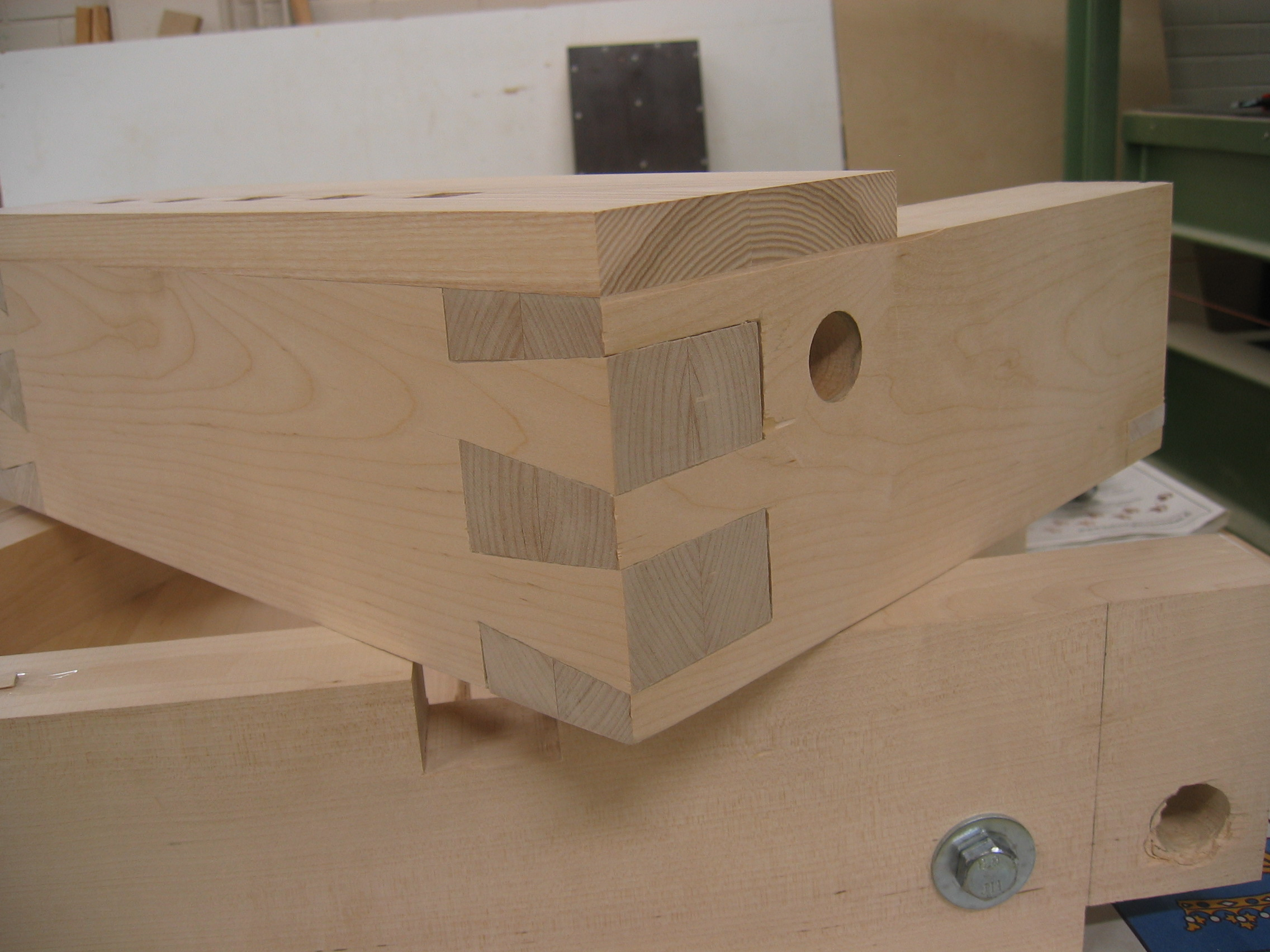
مفصل تعشيقة

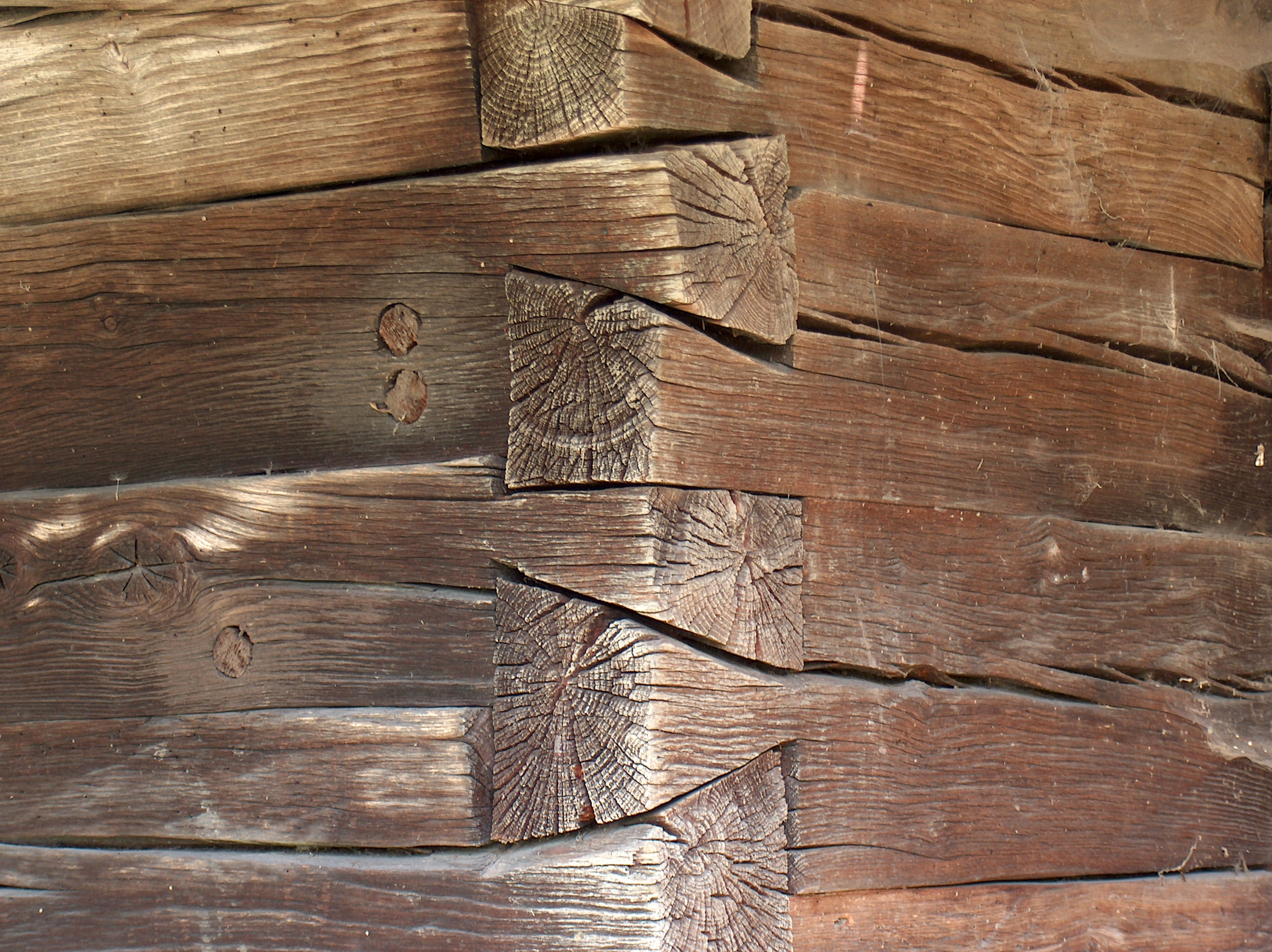
مفاصل خشبية معشقة في كنيسة رومية

التعشيقة أو مفصل التعشيقة هو أسلوب مفاصل يستخدم بشكل شائع في نجارة الخشب لصنع الأثاث والخزائن  والمباني الخشبية والهياكل الخشبية المعهودة. نظرًا لمقاومته للانفصال أو الشد تستخدم التعشيقة لربط جوانب الدرج بالأمام. سلسلة من الرؤوس مقطوعة تمتد من نهاية أحد الألواح تُعاشق سلسلة من ذيول مقطوعة في نهاية لوحة أخرى. الرؤوس والذيول لها شكل شبه منحرف. لا تتطلب التعقشيقة الخشبية أي أدوات تثبيت إن لصقت.

## أنواع التعشيق

تعشيقةٌ نافذةٌ
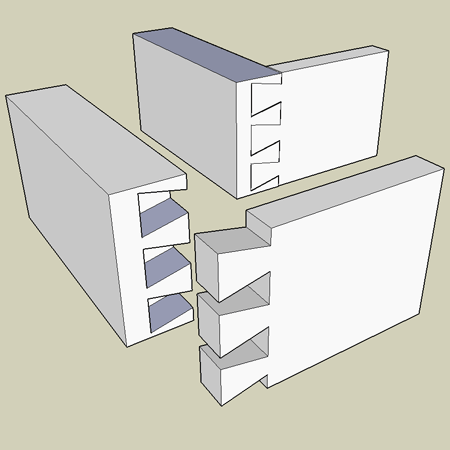
تعشيقة من نوع نصف عمياء Half-blind
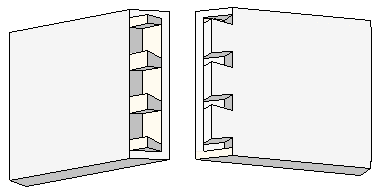
تعشيقة من نوع Miter joint
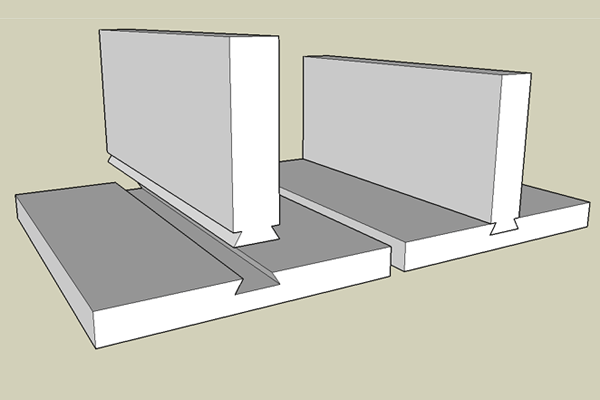
تعشيقة منزلقة